# Elefántalakúak
Az elefántalakúak (Elephantiformes) az emlősök (Mammalia) osztályának és az ormányosok (Proboscidea) rendjének alrendje, amelybe a ma is élő három elefántfaj tartozik.

## Rendszerezés
Az alrendbe az alábbi 4 fosszilis nem és 1 élő fajokal is rendelkező csoport tartozik:
- †Hemimastodon Pilgrim, 1912 - késő miocén
- †Palaeomastodon C.W. Andrews, 1901 - késő eocén-kora oligocén
- †Phiomia (C.W. Andrews & Beadnell, 1902) - késő eocén-kora oligocén

- †Eritreum Shoshani et al., 2006 - késő oligocén[2]
- Elephantimorpha Tassy & Shoshani, 1997 - késő oligocén-jelen[3]

## Fordítás
- Ez a szócikk részben vagy egészben  az   Elephantiformes című angol Wikipédia-szócikk ezen változatának fordításán alapul.  Az eredeti cikk szerkesztőit annak laptörténete sorolja fel. Ez a jelzés csupán a megfogalmazás eredetét és a szerzői jogokat jelzi, nem szolgál a cikkben szereplő információk forrásmegjelöléseként.
- Ez a szócikk részben vagy egészben  a   Proboscidea#Classification című angol Wikipédia-szócikk ezen változatának fordításán alapul.  Az eredeti cikk szerkesztőit annak laptörténete sorolja fel. Ez a jelzés csupán a megfogalmazás eredetét és a szerzői jogokat jelzi, nem szolgál a cikkben szereplő információk forrásmegjelöléseként.